# فرانکفورت (ایلینوی)
فرانکفورت (به انگلیسی: Frankfort) یک روستا در ایالات متحده آمریکا است که در ایلینوی واقع شده‌است. فرانکفورت ۳۸٫۹۹ کیلومتر مربع مساحت و ۱۷٬۷۸۹ نفر جمعیت دارد.